# Georg von Küchler
Georg Karl Friedrich Wilhelm von Küchler, né le 30 mai 1881 à Hanau et mort le 25 mai 1968 à Garmisch-Partenkirchen, est un Generalfeldmarschall du Troisième Reich pendant la Seconde Guerre mondiale.

## Biographie
Après avoir terminé ses études secondaires au lycée Louis-Georges (de) de Darmstadt, Küchler entre en 1900 dans le 25e régiment d'artillerie de campagne de l'armée prussienne. En 1901, il est promu lieutenant et, après plusieurs années de service à l'Institut d'équitation militaire de Hanovre, il est promu lieutenant en 1910[Passage contradictoire]. Après avoir étudié l'Académie de guerre de Prusse, Küchler est muté début 1914 au Grand État-Major général à Berlin. 
En mars 1939, il coopère avec Heinrich Himmler lors de l'annexion du territoire de Memel en Lituanie.
En septembre 1939, durant la campagne de Pologne, il commande la IIIe Armée basée en Prusse-Orientale.
En novembre 1939, le commandant en chef de l'armée, Walther von Brauchitsch, le nomme commandant de la 18ème armée, alors organisée dans le nord de l'Allemagne. Ladite armée se compose de cinq divisions d'infanterie, ainsi que d'une division motorisée et de la 9ème Panzer Division, l'armée étant destinée à mener des opérations contre les Pays-Bas.
Avec cette armée, et sous les ordres du général Fedor von Bock, il participe, en mai 1940, à la campagne de France, occupant d'abord la Hollande puis la Belgique, prenant Anvers le 18 mai 1940. Il avance alors vers la France, essayant de couper la route de retrait du corps expéditionnaire britannique vers la Manche, bien qu'il n'ait pas été en mesure d'empêcher le retrait britannique à Dunkerque. 
A la fin de la campagne, le 19 juillet 1940, il est promu colonel général.
Toujours à la tête de la 18e Armée, Küchler se voit confier le commandement du siège de Léningrad en octobre 1941.
Dans sa zone d'opérations, il fait appliquer l'ordre d'exécution des commissaires politiques. En décembre 1941, il autorise l'exécution par les Einsatzgruppen de 230 à 240 patientes d'un hôpital psychiatrique à Makarievo (district de Nelidovo),. 
Le 17 décembre 1942, il est nommé à la tête du groupe d'armées Nord en remplacement de Wilhelm von Leeb. Le 29 janvier 1944, Hitler le relève de son commandement et le remplace par Walter Model. Küchler est mis à la retraite jusqu'à la fin de la guerre.
Après la guerre, il est condamné à vingt ans d'emprisonnement pour crimes de guerre et crimes contre l'humanité dans le cadre du procès du Haut Commandement militaire mais sa condamnation est réduite à douze ans en 1951 et il est libéré en 1953 pour raisons médicales.

## Décorations
- Croix de fer (1914) 2e et 1re classe[3]
- Croix de chevalier des Königlichen Hausordens von Hohenzollern avec épées[3]
- Croix de chevalier 1re classe de l'ordre de Friedrichs avec épées[3]
- Croix hanséatique de Hamburg[3]
- Croix de Frédéric[3]
- Hessische Tapferkeitsmedaille[3]
- Médaille de service de longue durée de la Wehrmacht IV. à 1re Classe
- Médaille de Memel
- Agrafe de la croix de fer 2e et 1re Classe
- Croix de chevalier de la croix de fer avec feuilles de chêne[4]
  - Croix de chevalier le 30 septembre 1939
  - Feuilles de chêne le 21 août 1943 (273e décernée)
- Médaille du Front de l'Est
- Mentionné dans le bulletin radiophonique quotidien de l'Armée : Wehrmachtbericht le 21 octobre 1941 et le 12 août 1943